# 錫布里 (密蘇里州)
錫布里（英語：Sebree）是位於美國密蘇里州霍華德縣的非建制地區。

## 歷史
錫布里的郵局於1872年設立，其後於1899年停運。

## 地理
錫布里所處的海拔為高於海平面214米（即702英呎），而該地所採用的時區為UTC-6，即北美中部時區（CST）。同時該地設有夏令時間，為UTC-6調快一小時，即UTC-5（CDT）。